# Bat de beisbol

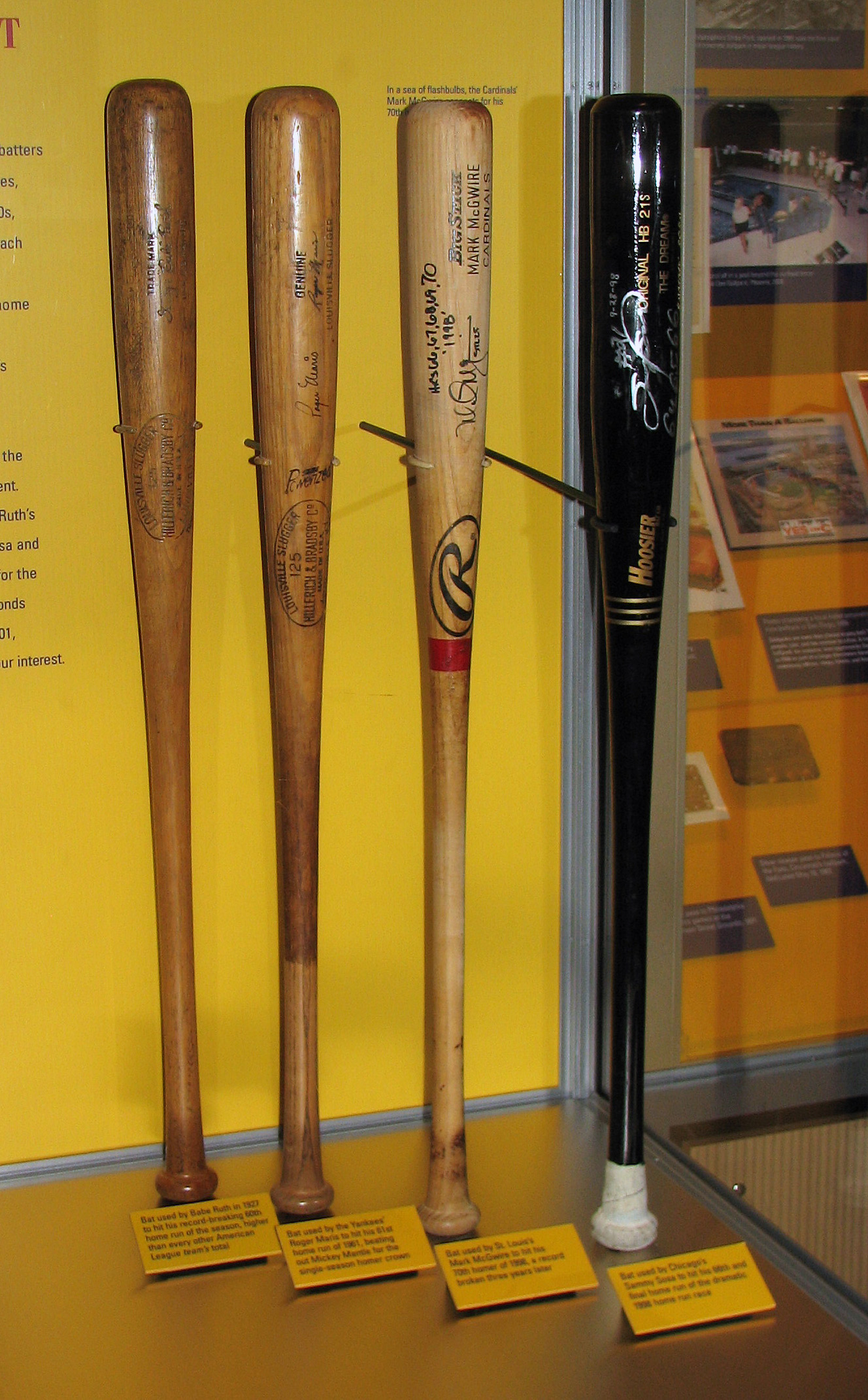
Quatre bats històrics del Saló de la Fama (National Baseball Hall of Fame)

En el beisbol, el bat és el bastó que es fa servir per colpejar la pilota llançada pel pitcher o llançador. El que utilitza el bat, s'anomena batedor, i forma part de l'equip ofensiu.
El bat és un objecte cilíndric, més gros per l'extrem amb el qual es colpeja la pilota que per l'empunyadura. Els batedors, abans de fer servir el bat, en comproven el pes.
Generalment, el bat és de fusta, però també pot ser d'alumini, ja que és més resistent a trencar-se.
Hi ha altres esports que també fan servir el bat, com el criquet, el bat del qual té un disseny diferent del de beisbol. També existeix el bat de softbol.